# Ultrasound
Pour plus de détails, voir Fiche technique et Distribution.
Ultrasound est un film de science-fiction américain réalisé par Rob Schroeder et sorti en 2021.

## Synopsis
Après que sa voiture tombe en panne, Glen va passer une nuit étrange avec un couple marié, qui va mettre en mouvement une chaîne d’événements qui va modifier sa vie et celle de plusieurs autres inconnus.

## Fiche technique
Sauf indication contraire, les informations mentionnées dans cette section peuvent être confirmées par la base de données cinématographiques IMDb,  présente dans la section « Liens externes ».
- Titre : Ultrasound
- Réalisation : Rob Schroeder
- Scénario : Conor Stechschulte
- Production : Rob Schroeder, Georg Kallert et Charlie Prince
  - Production exécutive : Justin Allen et Shayna Schroeder
- Pays d'origine :  États-Unis
- Langue originale : anglais
- Format : couleur
- Genre : science-fiction
- Dates de sortie :
  - États-Unis : 15 juin 2021 (festival du film de Tribeca)

## Distribution
- Vincent Kartheiser
- Chelsea Lopez
- Breeda Wool
- Tunde Adebimpe
- Rainey Qualley
- Chris Gartin
- Bob Stephenson

## Distinction

### Sélection
- L'Étrange Festival 2021 : Compétition officielle[2]